# Baylor Bears football
La squadra di football dei Baylor Bears rappresenta la Baylor University. I Bears competono nella Football Bowl Subdivision (FBS) della National Collegiate Athletics Association (NCAA) e nella Big 12 Conference. La squadra è allenata dal 2020 da Dave Aranda. Gioca le sue gare interne al McLane Stadium di Waco, Texas, e le sue rivalità principali sono con i TCU Horned Frogs, i Texas Longhorns e i Texas Tech Red Raiders.

## Titoli

### Titoli di conference
Baylor ha vinto sette titoli della Southwest Conference e tre della Big 12 Conference.
| Anno   | Record totale | Record conference | Allen.         | Conference           |
| ------ | ------------- | ----------------- | -------------- | -------------------- |
| 1915   | 7-1           | 3-0               | Charles Mosley | Southwest Conference |
| 1916†  | 9-1           | 5-1               | Charles Mosley | Southwest Conference |
| 1922   | 8-3           | 5-0               | Frank Bridges  | Southwest Conference |
| 1924   | 7-2-1         | 4-0-1             | Frank Bridges  | Southwest Conference |
| 1974   | 8-4           | 6-1               | Grant Teaff    | Southwest Conference |
| 1980   | 10-1          | 8-0               | Grant Teaff    | Southwest Conference |
| 1994†  | 7-4           | 4-3               | Chuck Reedy    | Southwest Conference |
| 2013   | 11-2          | 8-1               | Art Briles     | Big 12 Conference    |
| 2014†  | 11-1          | 8-1               | Art Briles     | Big 12 Conference    |
| 2021   | 12-2          | 7-2               | Dave Aranda    | Big 12 Conference    |
| Totale | 10            |                   |                |                      |

† Indica un titolo condiviso

## Premi individuali

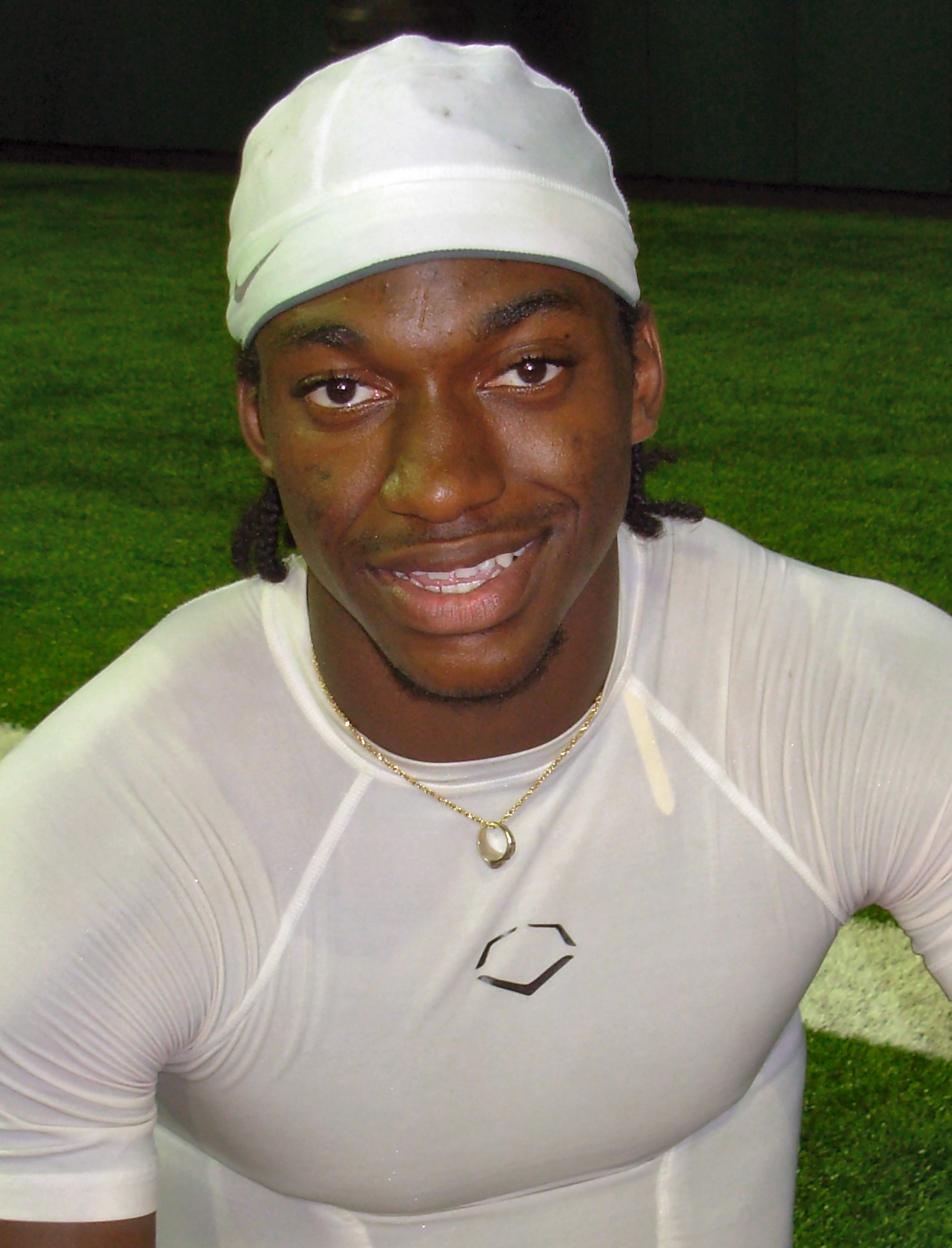
Robert Griffin III è l'unico vincitore dell'Heisman Trophy dei Bears.

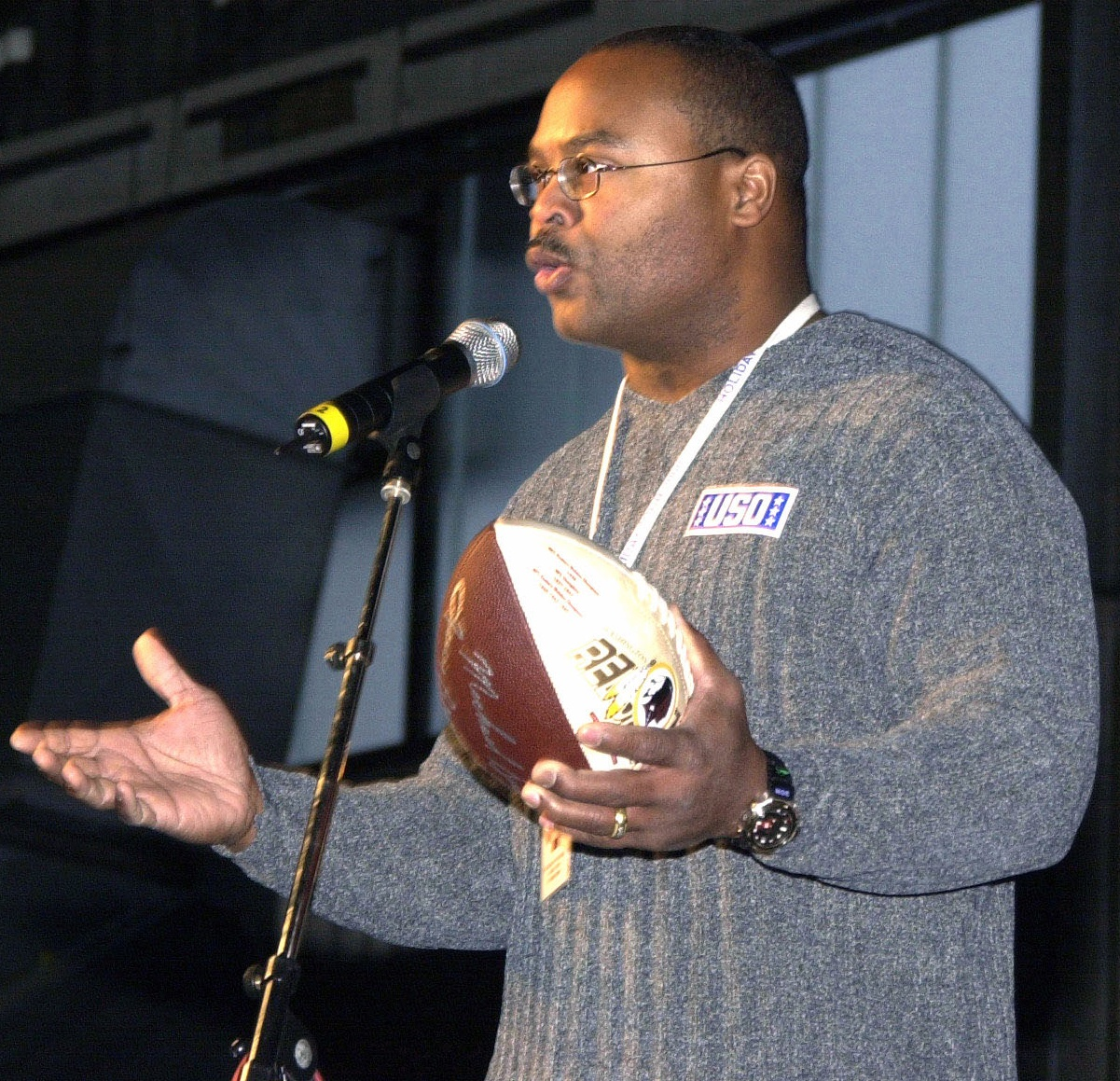
Il membro della College Football Hall of Fame e della Pro Football Hall of Fame Mike Singletary.

### Heisman Trophy
Baylor ha avuto quattro candidati all'Heisman Trophy, il premio assegnato al miglior giocatore nel college football, vincendone uno.
| Stagione | Giocatore          | Pos. | Voti  |
| -------- | ------------------ | ---- | ----- |
| 1951     | Larry Isbell       | 7º   | 618   |
| 1963     | Don Trull          | 4º   | 970   |
| 2011     | Robert Griffin III | 1º   | 1.687 |
| 2013     | Bryce Petty        | 7º   | 127   |

### Consensus All-American
- 1930 Barton Koch, G
- 1956 Bill Glass, G
- 1963 Larry Elkins, E
- 1964 Larry Elkins, B
- 1976 Gary Green, DB
- 1979 Mike Singletary, LB
- 1980 Mike Singletary, LB
- 1986 Thomas Everett, DB
- 1991 Santana Dotson, DL
- 2006 Daniel Sepulveda, P
- 2011 Robert Griffin III, QB
- 2012 Terrance Williams, WR
- 2013 Cyril Richardson, OL
- 2014 Spencer Drango, OL
- 2015 Corey Coleman, WR
- 2015 Spencer Drango, OL